# Sioux Lookout
Sioux Lookout is een plaats (town) in de Canadese provincie Ontario en telt 5336 inwoners (2006).
De plaats heeft een vliegeveld: Sioux Lookout Airport.